# 1934 en Suisse
Chronologie de la Suisse
- 1930
- 1931
- 1932
- 1933
- 1934
- 1935
- 1936
- 1937
- 1938

Chronologie de la Suisse
1933 en Suisse - 1934 en Suisse - 1935 en Suisse

## Gouvernement au1erjanvier 1934
- Conseil fédéral[1]:
  - Marcel Pilet-Golaz PRD, président de la Confédération
  - Rudolf Minger UDC, vice-président de la Confédération
  - Albert Meyer PRD
  - Giuseppe Motta PDC
  - Heinrich Häberlin PRD
  - Jean-Marie Musy PDC
  - Edmund Schulthess PRD

## Évènements

### Janvier
Lundi 1er janvier 
- Fusion de communes dans l’agglomération zurichoise. Les communes d’Albisrieden, Altstetten, Höngg, Affoltern, Seebach, Oerlikon, Schwamendingen et Witikon font désormais partie de la ville de Zurich qui compte désormais 312 000 habitants.

 Mercredi 11 janvier 
- La loi fédérale sur la circulation routière établit le principe de la priorité de droite.

 Mardi 30 janvier 
- Décès à Samedan (GR), à l’âge de 70 ans, du dialectologue Albert Bachmann.

### Février
Mercredi 7 février 
- Décès à Zurich, à l’âge de 45 ans, du journaliste et historien William Martin.

 Lundi 12 février 
- Décès à Bâle, à l’âge de 50 ans, de l’historien Emil Dürr.

 Jeudi 15 février 
- Début des Championnats du monde de ski à Saint-Moritz (GR).

 Samedi 24 février 
- Lors de son congrès de Berne, le Parti socialiste approuve le principe de la défense nationale.

### Mars
Dimanche 11 mars 
- Votations fédérales. Le peuple rejette, par 488 672 non (53,8 %) contre 419 399 oui (46,2 %), la loi fédérale sur la protection de l’ordre public.

 Jeudi 22 mars 
- Election de Johannes Baumann (PRD) au Conseil fédéral.
- Le conseiller fédéral Jean-Marie Musy (PDC, FR) annonce sa démission.

 Lundi 26 mars 
- Le Conseil fédéral limite la liberté de la presse en adoptant des mesures contre des organes de presse dont les informations pourraient nuire aux relations extérieures de la Suisse.

 Mercredi 28 mars 
- Election de Philipp Etter (PDC, ZG) au Conseil fédéral.

### Avril
Mercredi 11 avril 
- La compagnie Swissair engageait ses premières hôtesses de l'air.

 Mardi 17 avril 
- Le Stade du Hardturm, à Zurich, est entièrement détruit par un incendie.
- Vague de chaleur. A Bâle, le thermomètre indique 29,8 degrés celsius.

 Dimanche 22 avril 
- Invité à prendre part à un Congrès socialiste, l’homme politique genevois Léon Nicole se voit interdire l’accès du canton du Valais par le Conseil d’Etat, en raison des troubles qui pourraient survenir.

 Samedi 28 avril 
- Décès à Carouge (GE), à l’âge de 79 ans, du pharmacien et botaniste Robert Hippolyte Chodat.

### Mai
Mardi 1er mai 
- Ouverture à Zurich du Cabaret Cornichon, qui devint rapidement un lieu de résistance au fascisme et au national-socialisme.

 Lundi 14 mai 
- Décès à Stans (NW), à l’âge de 67 ans, de l’archiviste Robert Durrer.

 Samedi 26 mai 
- Les PTT inaugure leur service de télex.
- Décès à Pune (Inde), à l’âge de 56 ans, du jésuite et botaniste Ethelbert Blatter.

### Juin
Dimanche 3 juin 
- Premier (et unique) Grand Prix automobile de Montreux.

 Lundi 4 juin 
- Le Conseil fédéral approuve un arrêté sur la protection de la population contre les attaques aériennes.

### Juillet
Vendredi 27 juillet 
- Un Curtis Condor de Swissair s’écrase près de Tuttlingen (Bade-Wurtemberg). Douze personnes perdent la vie. Il s’agit du premier accident de la jeune compagnie nationale.

### Août
Dimanche 5 août 
- Dernière édition de la course automobile de côte du col du Klausen.

 Lundi 27 août 
- L’émetteur national de Beromünster est mis hors-service durant trois semaines pour augmenter sa puissance d’émission. Durant cette période, l’émetteur national de Sottens diffuse la moitié de ses émissions en langue allemande.

### Septembre
Samedi 1er septembre 
- L’Allemand Ludwig Geyer remporte le Tour de Suisse cycliste.

 Lundi 17 septembre 
- Dans un discours, le conseiller fédéral Giuseppe Motta se prononce contre l’adhésion de l’URSS à la Société des Nations.

 Mardi 18 septembre 
- L’URSS est admise à la Société des Nations, par 30 voix contre 3, dont celle de la Suisse.

### Octobre
Vendredi 5 octobre 
- Incendie du Casino de Winterthour (ZH).

 Samedi 6 octobre 
- Dans un discours prononcé sur la place du Dôme, à Milan, Benito Mussolini, premier ministre du royaume d’Italie, défend l’italianité de la Suisse.

 Jeudi 18 octobre 
- Décès à Berne, à l’âge de 67 ans, de l’écrivain et journaliste Rudolf von Tavel.

### Novembre
Dimanche 4 novembre 
- Mise en exploitation de l'usine électrique de Chandoline, alimentée par le premier barrage de la Dixence (VS).

 Jeudi 8 novembre 
- Première loi fédérale sur les banques et les caisses d’épargne.

 Vendredi 16 novembre 
- Ouverture de la Bibliothèque de la ville de Lausanne.

### Décembre
Dimanche 16 décembre 
- Congrès Fasciste International de Montreux.

 Vendredi 21 décembre 
- Décès à Lausanne, à l’âge de 77 ans, du chirurgien César Roux.

 Mercredi 26 décembre 
- Inauguration à Davos, du premier téléski du monde, sur la pente du Bolgen.